# Calañas
Calañas is een gemeente in de Spaanse provincie Huelva in de regio Andalusië met een oppervlakte van 282 km². In 2007 telde Calañas 4355 inwoners.